# Guido Scagliarini
Guido Scagliarini (Finale Emilia, 14 novembre 1914 – Coriano, 4 agosto 2017) è stato un pilota automobilistico italiano, co-fondatore della casa automobilistica Abarth.

## Biografia
Scagliarini nasce a Finale Emilia il 14 novembre 1914, in provincia di Modena, dove suo padre era un possidente terriero, e più tardi podestà del comune.
Si arruola volontario nell'esercito a 18 anni e intraprende la carriera militare fino al grado di sergente maggiore della Regia Aeronautica, specialità aerosiluranti, compiendo diverse azioni degne di menzione d'onore. Sposa la concittadina Liliana Terzi, da cui avrà l'unica figlia, Barbara. 
Nel 1948 Karl Abarth lo chiama a far parte della Scuderia Carlo Dusio, il reparto corse della Cisitalia. 
Dopo aver vinto il Campionato Italiano del 1947 con la Stanguellini, Scagliarini vince anche quello del 1948 con la Cisitalia.
La Cisitalia intanto viene travolta dal progetto "Grand Prix" consumando tutte le sue risorse e andò in crisi; Karl Abarth propone a Guido, con l'intervento del padre Armando, di rilevare la Scuderia Carlo Dusio e il 31 marzo 1949 a Bologna nasce la Abarth & C. srl. Scelgono come simbolo lo scorpione, segno zodiacale di entrambi i soci, Guido e Karl. Prosegue quindi la sua carriera di pilota agonistico al volante delle Cisitalia 202 e poi della 204 che verrà modificata da Abarth e rappresenterà la vettura di transizione tra la Cisitalia e L'Abarth. Con la 204 A consegue il titolo di campione Italiano anche per il 1949.
Partecipa alla Mille Miglia nella categoria 1100 Sport per tre anni consecutivi nel 1948, con la Cisitalia 202, nel 1949, con la Cisitalia 204A Abarth Spider Corsa ottenendo due quinti assoluti e ritirandosi nell'edizione del 1950, cui partecipa con l'Abarth 205 versione "Aerodinamica" per rottura del motore mentre era secondo assoluto. Disputa una sessantina di gare vincendone 25, tra le quali  Mille Miglia, la Targa Florio e altri circuiti importanti.  
Nel 1951 si trasferisce in Brasile, abbandonando il mondo dell'automobilismo. Tornerà in patria negli anni settanta del XX secolo  dopo aver svolto varie attività oltreoceano: trasportatore di carburante, costruttore di case in legno, agricoltore in una piantagione di banane. Si stabilisce sulle colline riminesi dedicandosi prima alla liuteria quindi all'agricoltura. Muore nel 2017 all'età di 103 anni.